# Stanimir Nikolić
Pour les articles homonymes, voir Nikolić.
Stanimir Nikolić est un joueur d'échecs yougoslave puis serbe né le 26 janvier 1935 à Donja Trepča et mort en mai 2021.

## Biographie et carrière
Stanimir Nikolić suit une formation d'économiste.
Grand maître international depuis 1978, il remporte les tournois suivants :
- le tournoi de San Benedetto del Tronto en 1961 avec 9,5 points sur 11 ;
- le tournoi de Vrnjačka Banja en 1965 (demi-finale du championnat de Yougoslavie) ;
- l'open du festival d'échecs de Bienne en 1971 ;
- l'open de Bari en 1974, seul vainqueur avec 7,5 points sur 9 ;
- l'open de Marina Romea (Ravenne) en 1975 (ex æquo avec Steinbacher) ;
- le tournoi B de Cirella en 1977 ;
- le tournoi de Niš en 1977 (devant les grands maîtres yougoslaves Milorad Knezevic et Milan Matulovic, le grand maître polonais Włodzimierz Schmidt, le grand maître soviétique Efim Geller, le Tchécoslovaque, Vlastimil Jansa, l'Américain Edmar Mednis, le Roumain  Victor Ciocâltea)[3] ;
- le tournoi de Smederevska Palanka en 1978 (devant Vlastimil Jansa, Miso Cebalo, Miroslav Filip, Nikola Padevsky et Wlodzimierz Schmidt)[4].

Il finit également : 
- deuxième de l'open d'Imperia en 1966 ;
- septième ex æquo de la finale du championnat de Yougoslavie à Novi Sad (son meilleur résultat dans le championnat)[2] ;
- septième ex æquo du tournoi d'échecs de Sarajevo en 1967 à 8,5 points sur 15 (victoire de Stein et Ivkov) ;
- cinquième ex æquo du tournoi de Wijk aan Zee, groupe B en 1968 ;
- troisième ex æquo du tournoi d'échecs de Reggio Emilia 1974-1975 et 1978-1979 :
- troisième ex æquo de l'open de Castelvecchio Pascoli en 1976 :
- troisième (ex æquo avec le vainqueur) du tournoi de Noêl (open Nova Parc) de Zurich en décembre 1980.